# تورنت (والنسیا)
تورنت (به اسپانیایی: Torrente) یک دهستان در اسپانیا است که در Horta Sud واقع شده‌است. تورنت ۶۹٫۳ کیلومتر مربع مساحت و ۷۹٬۸۴۳ نفر جمعیت دارد و ۶۶ متر بالاتر از سطح دریا واقع شده‌است.

## خواهرخوانده
شهرهای Benalup-Casas Viejas, Għarb و زبوگ خواهرخوانده‌های تورنت (والنسیا) هستند.